# Neauphe-sous-Essai
Neauphe-sous-Essai is een gemeente in het Franse departement Orne (regio Normandië) en telt 203 inwoners (2004). De plaats maakt deel uit van het arrondissement Alençon.

## Geografie
De oppervlakte van Neauphe-sous-Essai bedraagt 11,2 km², de bevolkingsdichtheid is 18,1 inwoners per km².
De onderstaande kaart toont de ligging van Neauphe-sous-Essai met de belangrijkste infrastructuur en aangrenzende gemeenten.

## Demografie
Onderstaande figuur toont het verloop van het inwonertal (bron: INSEE-tellingen).